# جين جوتزون
جين جوتزون (بالإنجليزية: Jenn Gotzon)‏ هي ممثلة أمريكية، ولدت في 18 مايو 1979 ببيت لحم في الولايات المتحدة.

## وصلات خارجية
- جين جوتزون على موقع IMDb (الإنجليزية)
- جين جوتزون على موقع قاعدة بيانات الفيلم (الإنجليزية)